# Justicia xanthostachya
Justicia xanthostachya är en akantusväxtart som beskrevs av Emery Clarence Leonard. Justicia xanthostachya ingår i släktet Justicia och familjen akantusväxter. Inga underarter finns listade i Catalogue of Life.